# Robby Gordon

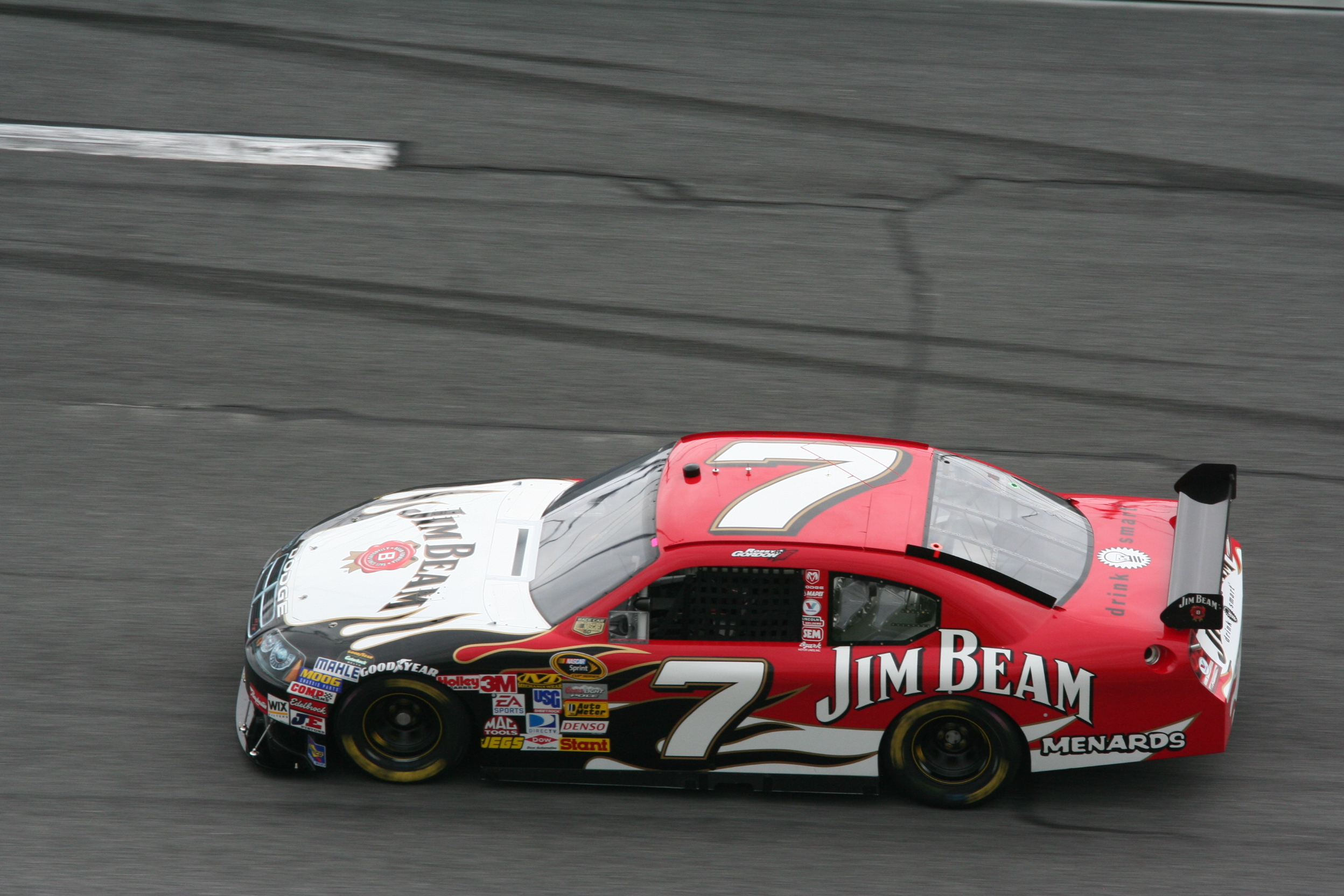
Gordons Dodge Charger in 2008

Robby Gordon (Bellflower (Californië), 2 januari 1969) is een Amerikaans autocoureur.

## Carrière
Gordon reed in 1992 voor de eerste keer in de Champ Car. In 1995 won hij de races op de Phoenix International Raceway en op het circuit van Belle Isle Park. Het waren zijn enige twee overwinningen in de Champ Car. In 1999 reed hij zijn laatste seizoen in deze raceklasse. Tussen 2000 en 2004 nam hij deel aan de Indianapolis 500, dan een wedstrijd op de kalender van de IndyCar Series. Hij reed de Indy 500 voor de eerste keer in 1993 en nam in totaal tien keer aan de wedstrijd deel. Zijn beste resultaat haalde hij in 1999 toen hij vierde werd. Hij was dat jaar dicht bij de overwinning, maar moest in de laatste ronde van het gas af omdat hij zonder brandstof zou vallen.
Momenteel rijdt hij in de NASCAR Sprint Cup en heeft hij zijn eigen team. Hij won drie races in de NASCAR Sprint Cup en één race in de NASCAR Nationwide Series, op de Richmond International Raceway in 2004.
Gordon nam een aantal keer deel aan de Dakar-rally. In 2009 eindigde hij als derde in de eindstand bij de auto's. Hij won in een Hummer vijf manches dat jaar. In 2012 werd hij met co-piloot Johnny Campbell vijfde in het eindklassement.

## Resultaten
Champ Car resultaten (aantal gereden races, aantal maal in de top 5 van een race, eindpositie kampioenschap en punten)
| Jaar | Races | 1ste | 2de | 3de | 4de | 5de | Rang | Ptn |
| ---- | ----- | ---- | --- | --- | --- | --- | ---- | --- |
| 1992 | 7     | -    | -   | -   | -   | -   | 20   | 10  |
| 1993 | 15    | -    | 1   | 1   | 1   | 1   | 10   | 84  |
| 1994 | 16    | -    | 1   | 2   | 2   | 1   | 5    | 104 |
| 1995 | 16    | 2    | -   | 1   | 1   | 3   | 5    | 121 |
| 1996 | 16    | -    | -   | 1   | -   | -   | 18   | 29  |
| 1997 | 1     | -    | -   | -   | -   | -   | 26   | 5   |
| 1998 | 15    | -    | -   | -   | -   | -   | 23   | 13  |
| 1999 | 20    | -    | -   | -   | -   | -   | 20   | 27  |

#### Indianapolis 500
| Jaar | Chassis | Motor         | Start | Finish | Team                  |
| ---- | ------- | ------------- | ----- | ------ | --------------------- |
| 1993 | Lola    | Ford-Cosworth | 25    | 27     | Foyt                  |
| 1994 | Lola    | Ford-Cosworth | 19    | 5      | Walker Racing         |
| 1995 | Lola    | Ford-Cosworth | 7     | 5      | Walker Racing         |
| 1997 | G-Force | Oldsmobile    | 12    | 29     | Team SABCO            |
| 1999 | Dallara | Oldsmobile    | 4     | 4      | Menard                |
| 2000 | Dallara | Oldsmobile    | 4     | 6      | Menard                |
| 2001 | Dallara | Oldsmobile    | 3     | 21     | Foyt/Childress        |
| 2002 | Dallara | Chevrolet     | 11    | 8      | Menard/Childress      |
| 2003 | Dallara | Honda         | 3     | 22     | Andretti Green Racing |
| 2004 | Dallara | Chevrolet     | 18    | 29     | Gordon Motorsports    |